# Prochoreutis sehestediana
Prochoreutis sestediana là một loài bướm đêm thuộc họ Choreutidae. Nó được tìm thấy ở hầu hết châu Âu và ở Ấn Độ.
Sải cánh dài 9–12 mm. Có hai lứa trưởng thành một năm, con lớn bay vào tháng 5 và từ tháng 7 đến tháng 8. Chúng bay ban ngày.
Ấu trùng ăn Scutellaria galericulata và Scutellaria minor.

## Hình ảnh

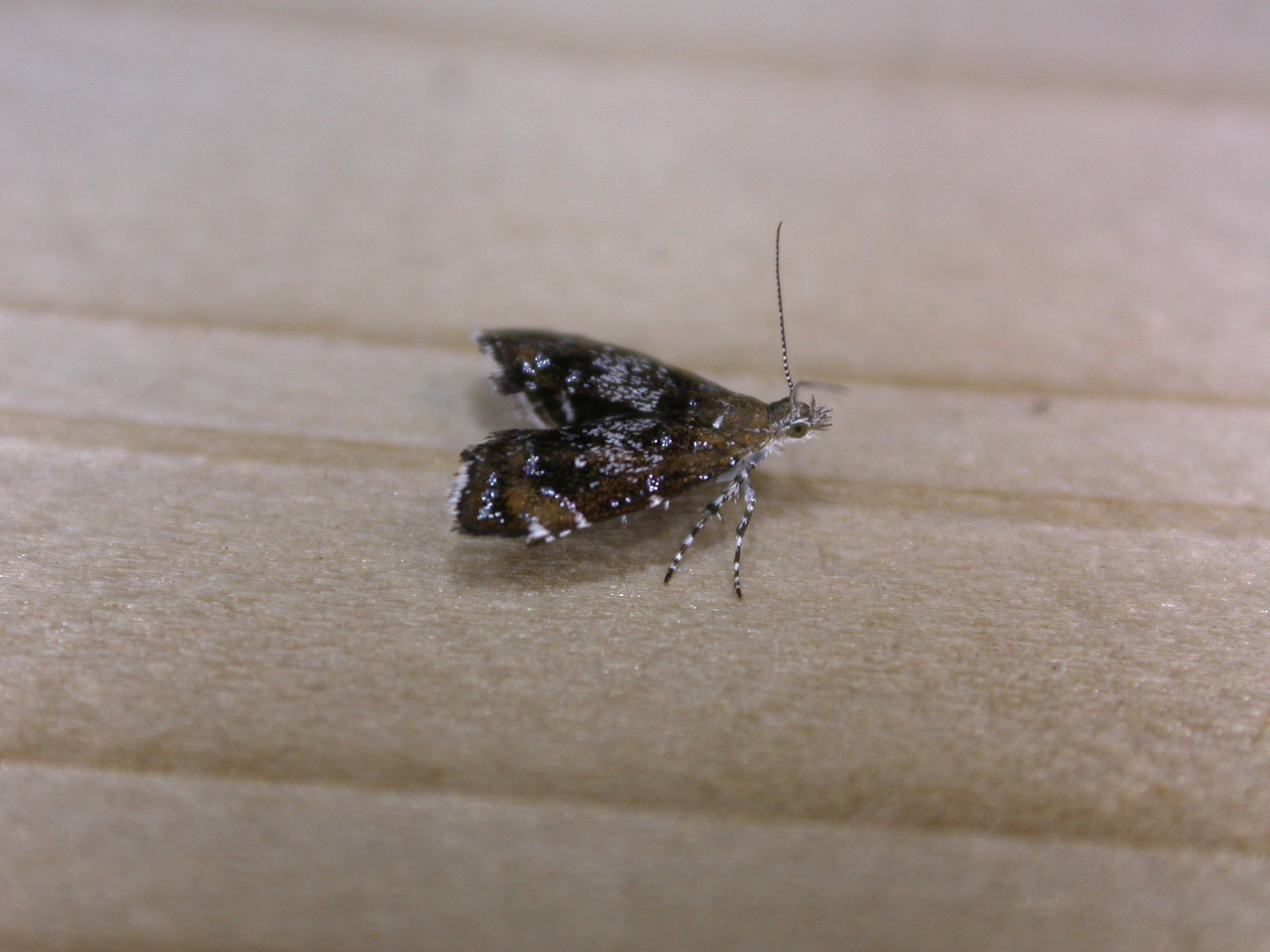
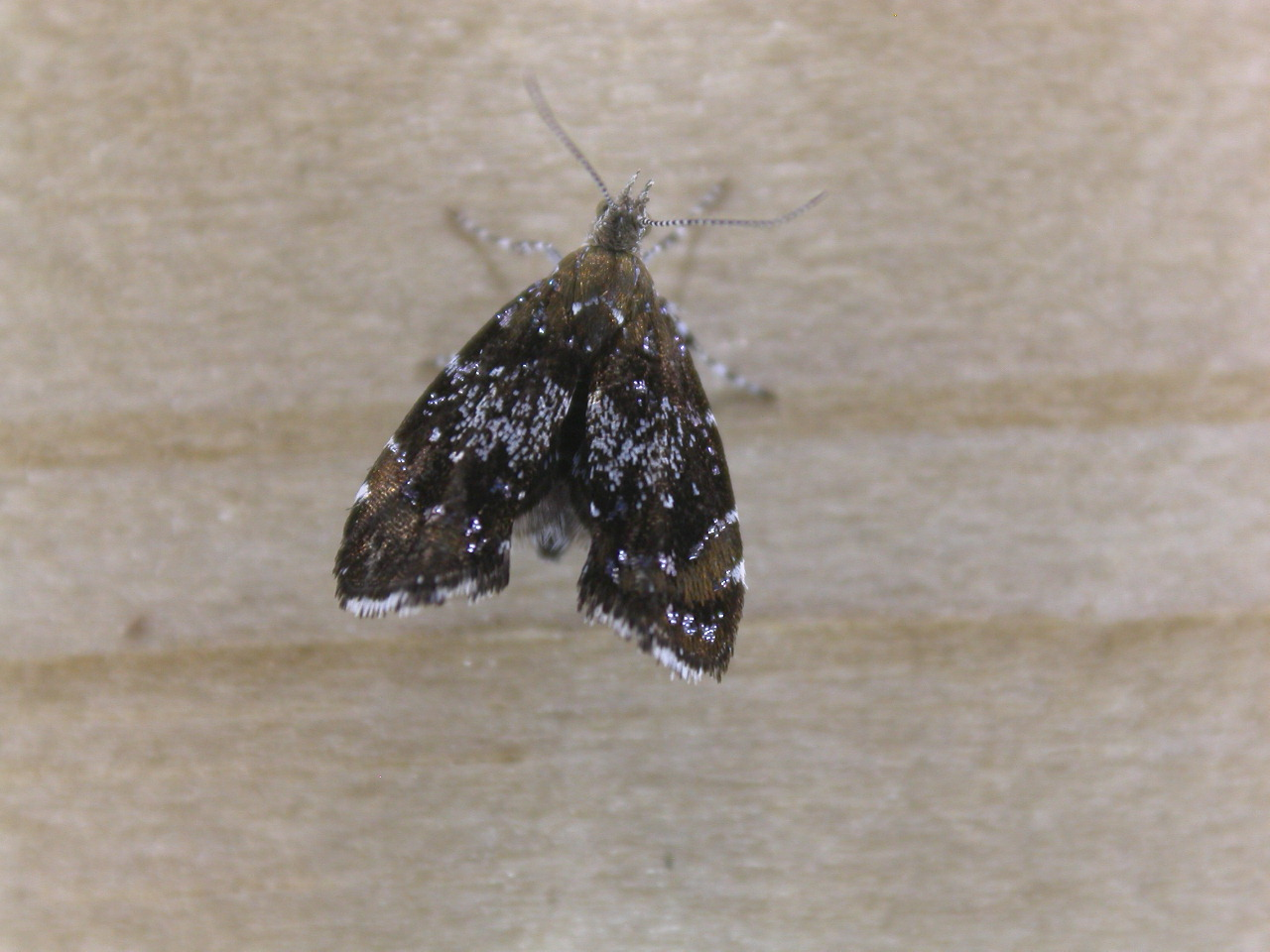